# 上宝村立長倉中学校
上宝村立長倉中学校（かみたからそんりつ ながくらちゅうがっこう）は、岐阜県吉城郡上宝村（現・高山市）に存在した公立中学校。

## 概要
- 長倉小学校に併設され、長倉小中学校とも称した。

## 沿革
- 1947年（昭和22年）4月 - 上宝村立上宝第四小学校に併設して、上宝村立第一中学校長倉分校を設置。
- 1948年（昭和23年）4月 - 独立し、上宝村立第四中学校となる。上宝第四小学校に併設。
- 1953年（昭和28年） - 上宝村大字磧723[注釈 2]に校舎（小中共用）が完成し、移転。
- 1959年（昭和34年）4月 - 上宝村立長倉中学校に改称する。長倉小学校[注釈 3]に併設。
- 1964年（昭和39年）3月 - 本郷中学校に統合され廃校。本郷中学校長倉分室となる。
- 1965年（昭和40年）3月 - 長倉分室を廃止。